# Gülczö
Gülczö (kirg. Гүлчө; ros. Гульча, Gulcza) – wieś w Kirgistanie, w obwodzie oszyńskim. Zamieszkuje w niej ok. 22 tys. mieszkańców (2009). Przemysł spożywczy, włókienniczy.